# Nissan Primera P12
Pour les articles homonymes, voir Nissan Primera.
La Nissan Primera P12 est une automobile produite par Nissan de 2002 à 2007. Il s'agit de la troisième et dernière génération de Nissan Primera.

## Présentation
En 2001, Nissan présente la Primera troisième génération, deux ans après la création de l'alliance Renault-Nissan. Commercialisée en 2002, la nouvelle Primera se différencie des versions antérieures par son habitacle plus moderne et ses nouveaux équipements électroniques, tels que le radar anti-collision, le régulateur de vitesse ou encore la caméra de recul. Au sommet de la gamme se trouve la Primera 20V, qui dispose d'une boîte manuelle à 6 vitesses, d'un moteur 2,0 SR20VE Neo VVL d'une puissance de 150 kW (204 ch) à 7 200 tr/min et 206 N m de couple à 5 200 tr/min. D'autres sont équipées d'un moteur diesel 2.2 VDi de 126 ch.

Les ventes étant en baisse constante, la production prend fin en 2007.

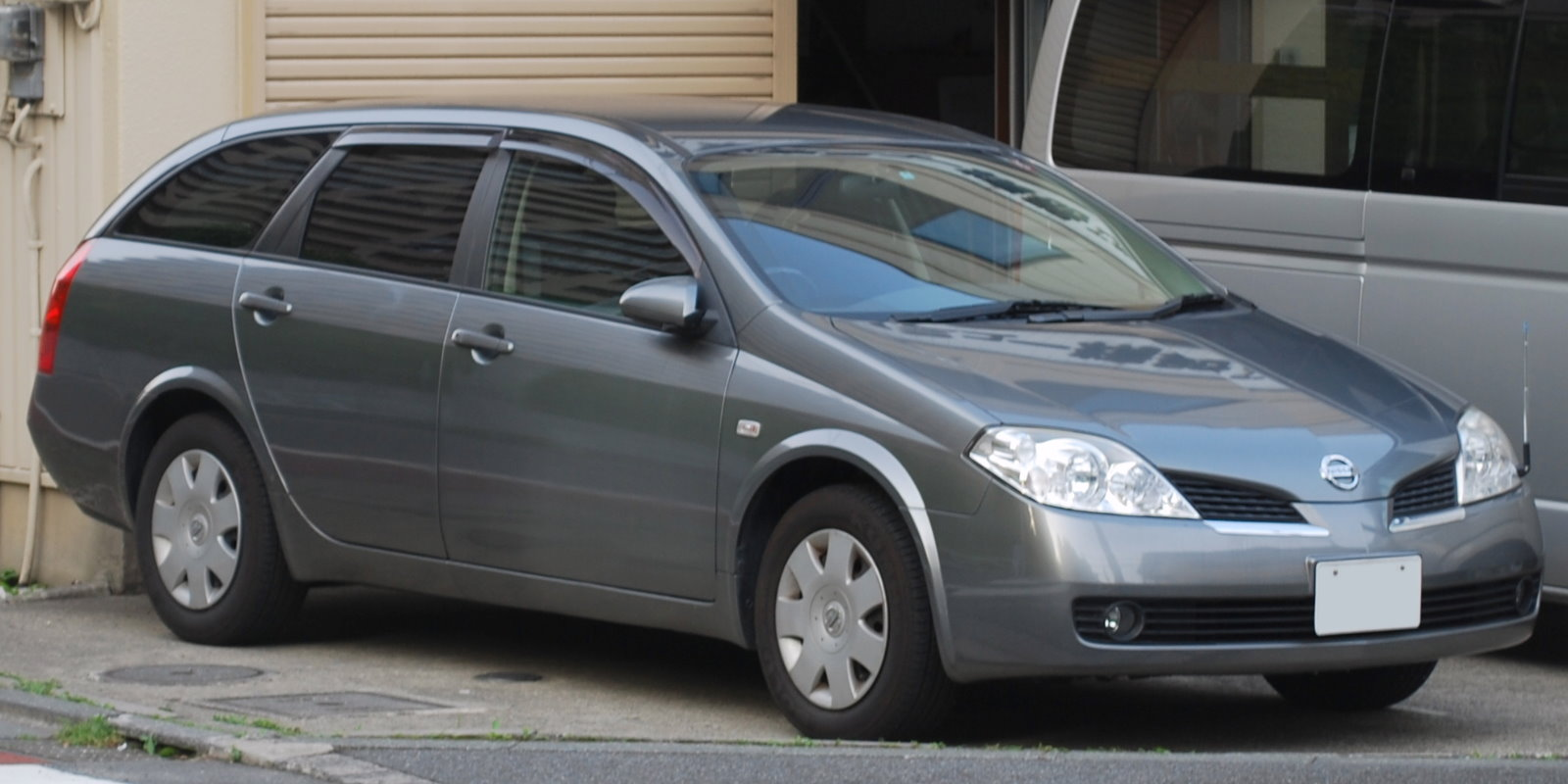
Nissan Primera III break
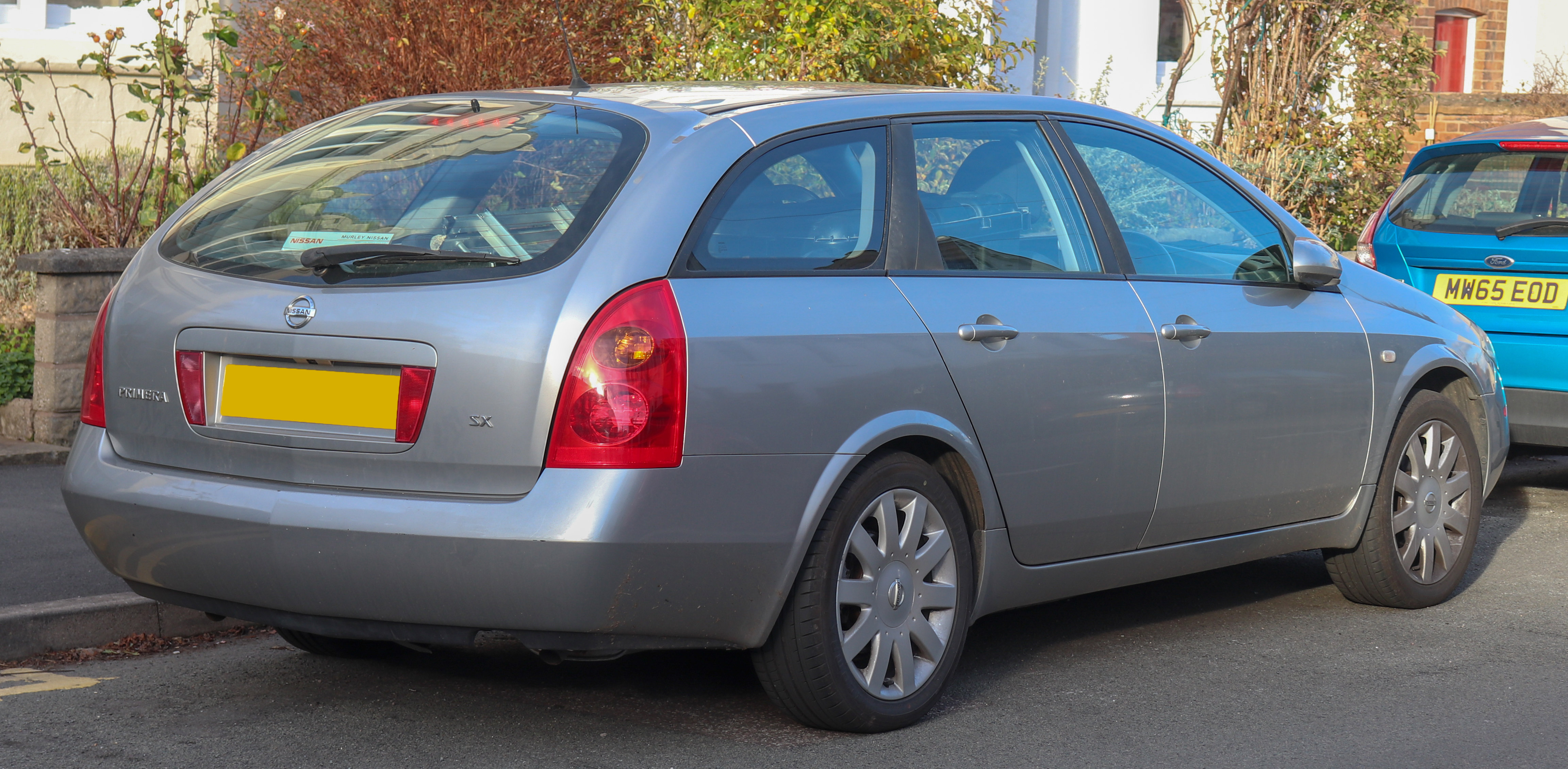
Nissan Primera III break
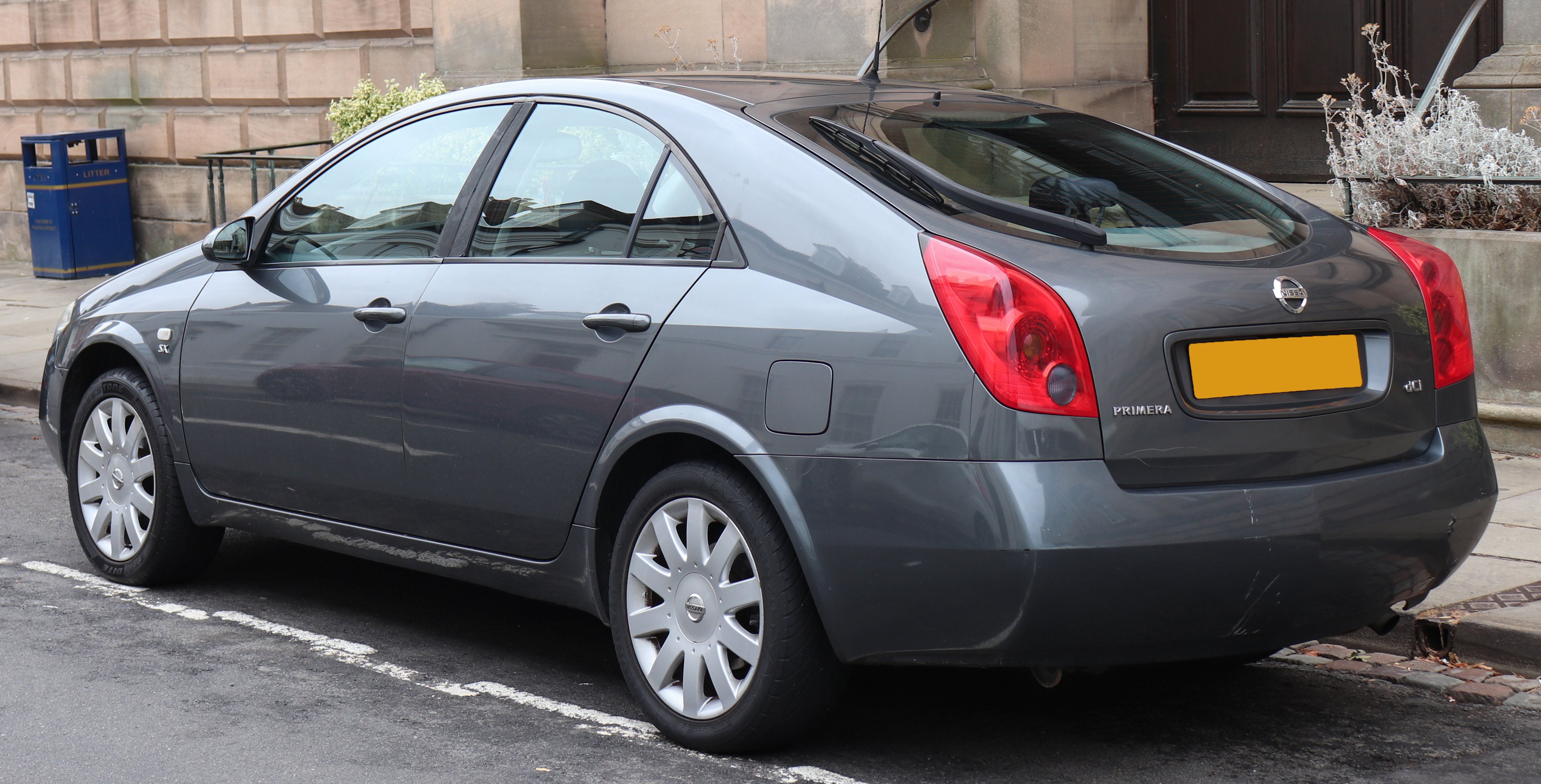
Nissan Primera III 5 portes
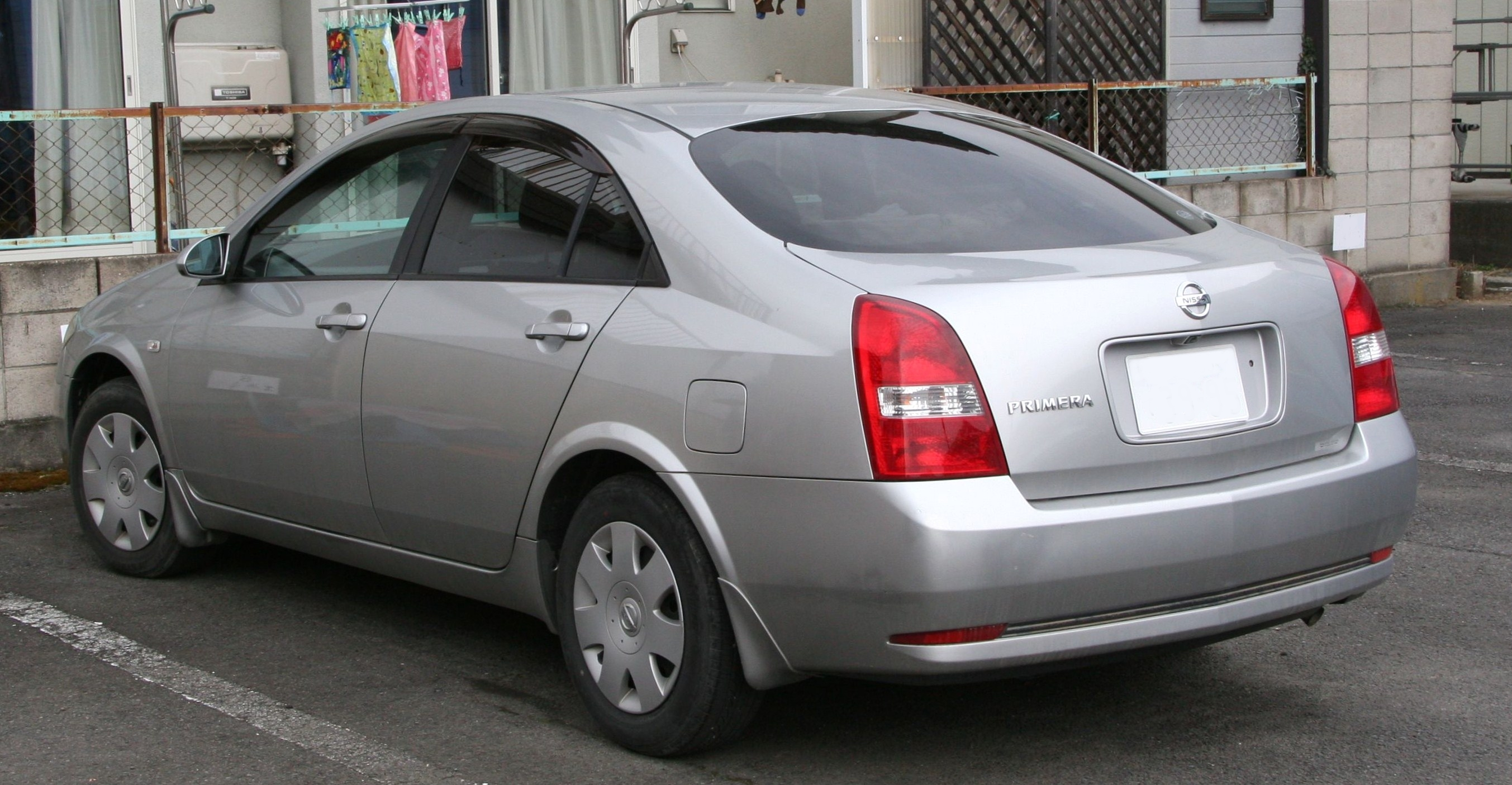
Nissan Primera III 4 portes